# 교정시설내 CCTV 설치 사건
교정시설내 CCTV 설치사건(계구사용행위 등 위헌확인 2008.5.29. 2005헌마137·247·376, 2007헌마187·1274(병합) [각하·기각])은 대한민국의 헌법재판소 판례이다. 

## 사건개요
수형자가 교도관을 살해하는 사건이 발생하자, 법무부 수용자를 여럿으로 분류하여 특별처우를 하기로 지침을 내렸다. 이 사건 청구인들은 모두 엄중격리대상자로 선정되어 지침에 의한 엄중격리처우를 받게 되자, 1. 청구인이 이동할 때마다 청구인의 손목에 수갑을 채우는 행위(계구사용행위) 및 그 근거인 지침 제54조 제2항 본문, 2. 수갑을 찬 상태에서 이동하는 청구인의 옆구리에 2인의 교도관이 양쪽에서 팔을 넣어 청구인을 끌고 가는 행위, 3. 청구인의 독거실에 CCTV를 설치하여 항상 청구인의 행동을 녹화하는 행위 4. 청구인을 수용하는 독거실의 화장실을 일반생활영역과 구획하지 아니한 행위, 5. 청구인에게 2-3평 정도의 좁은 운동장에서 혼자서 하루 약 45분 정도만 운동하게 한 행위에 대해 자신들의 기본권이 침해되었다고 주장하면서 이 사건 헌법소원심판을 청구하였다. 

## 주문
각하 기각

## 이유
재량권 행사의 지침을 규정하는 것에 불과므로 이 사건 지침조항 자체에 의하여 청구인의 기본권이 직접 침해된다고 볼 수 없다. 
수형자라 하여 모든 기본권을 제한하는 것은 허용되지 아니하며, 제한되는 기본권은 형의 집행과 도망의 방지라는 구금의 목적과 관련된 기본권(신체의 자유, 거주이전의 자유, 통신의 자유 등)에 한정되어야 하고, 그 역시 형벌의 집행을 위하여 필요한 한도를 벗어날 수 없다. 특히 수용시설 내의 질서 및 안전 유지를 위하여 행해지는 기본권의 제한은 수형자에게 구금과는 별도로 부가적으로 가해지는 고통으로서 다른 방법으로는 그 목적을 달성할 수 없는 경우에만 예외적으로 허용되어야 한다. 
이 사건 계구사용행위 및 동행계호행위는 엄중한 이동계호가 필요한 경우에 한하여 부득이한 범위 내에서 실시되고 있다고 할 것이므로 기본권을 부당하게 침해하지 않는다. 
다른 수용자나 교도관과의 접촉을 차단하기 위한 조치이다. 